# Envisat
Envisat ("Environmental Satellite", tạm dịch: "Vệ tinh môi trường") là một vệ tinh quan sát Trái Đất đã ngừng hoạt động, hiện vẫn còn nằm trong quỹ đạo. Nó được phóng lên vào ngày 1 tháng 3 năm 2002 bằng tên lửa Ariane 5 từ Trung tâm Vũ trụ Guyana tại Kourou, Guyana, vào một quỹ đạo đồng bộ với Mặt trời và luôn đi qua 2 cực của Trái Đất, ở độ cao khoảng 790 km (490 mi) (± 10 km (6,2 mi)). Nó bay được 1 vòng quanh Trái Đất trong khoảng 101 phút với khoảng lặp 35 ngày. Sau khi mất liên lạc với vệ tinh vào ngày 8 tháng 4 năm 2012, ESA tuyên bố chính thức ngừng nhiệm vụ của Envisat vào ngày 9 tháng 5 năm 2012.
Vệ tinh của Cơ quan Vũ trụ châu Âu (ESA) này là vệ tinh môi trường tiên tiến nhất từng được chế tạo và là vệ tinh quan sát Trái Đất với mục đích dân sự lớn nhất từng được đưa vào không gian.